# Iucundiana
Iucundiana (łac. Diocesis Iucundianensis) – stolica historycznej diecezji w Cesarstwie rzymskim w prowincji Numidia zlikwidowana w VII w. podczas ekspansji islamskiej, współcześnie w północnej Algierii. Obecnie katolickie biskupstwo tytularne. 

## Biskupi tytularni
| Lp. | Biskup                               | Funkcja                                       | Od                   | Do               |
| --- | ------------------------------------ | --------------------------------------------- | -------------------- | ---------------- |
| 1   | Pierre Salmon                        | opat                                          | 4 czerwca 1964       | 24 kwietnia 1982 |
| 2   | Domenico Crescentino Marinozzi       | wikariusz apostolski Soddo-Hosanna (Etiopia)  | 15 października 1982 | 19 lipca 2024    |
| 3   | Mamiarisoa Modeste Randrianifahanana | biskup pomocniczy antananarywski (Madagaskar) | 26 czerwca 2025      |                  |